# Susanne Betz
Susanne Betz (* 1959 in Gunzenhausen) ist eine deutsche Journalistin und Autorin.

## Leben
Susanne Betz wurde 1959 in Gunzenhausen geboren. Sie studierte Geschichts- und Wirtschaftswissenschaften in Würzburg, Washington und Kolumbien. Nach ihrer Promotion arbeitete sie bei der Chicago Tribune und volontierte bei der Main-Post. Seit 1993 ist sie Hörfunkredakteurin in der Abteilung Politik und Hintergrund des Bayerischen Rundfunks.
Betz schreibt historische Romane, wofür sie nach eigenen Angaben die historischen Umstände genau recherchiert.
Sie lebt mit ihrem Mann und drei Kindern seit 2004 in Stockdorf.

## Werke
- Die bayerische Gesandtschaft beim Heiligen Stuhl. Peter-Lang-Verlagsgruppe, Frankfurt am Main 1988, ISBN 978-3631404829.
- Falkenjagd. Blanvalet-Verlag, München 2009, ISBN 978-3641016463.
- Der elektrische Kuss. Bertelsmann, Gütersloh 2011, ISBN 978-3641053321.
- Tanz in die Freiheit. Bertelsmann, Gütersloh 2016, ISBN 978-3570102114.
- Heumahd. Bertelsmann, Gütersloh 2022, ISBN 978-3570103456.